# Miocarditis

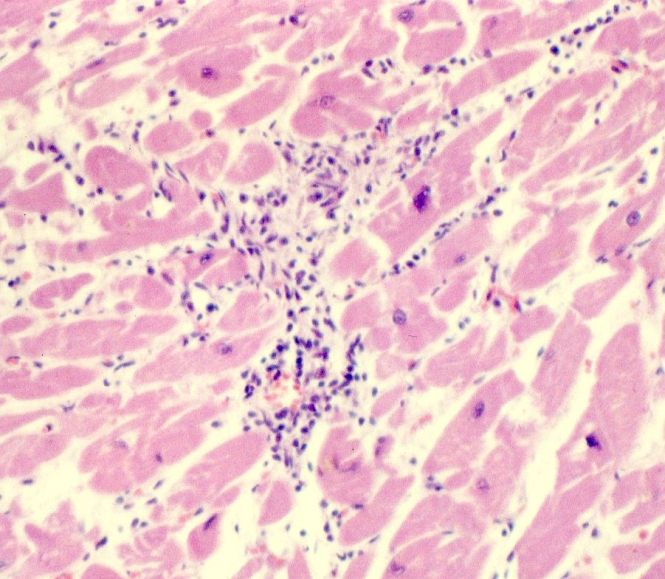
Imatge microscòpica d'una miocarditis focal en un cas de mort sobtada. 200X. Tinció d'HE.

En la medicina (cardiologia), la miocarditis és la inflamació del múscul cardíac (miocardi). S'assembla a un atac de cor, però les artèries coronàries no estan obstruïdes.
La miocarditis és més sovint a causa de la infecció per un virus comú, com ara el parvovirus B19, amb menys freqüència patògens no virals com Borrelia burgdorferi (malaltia de Lyme) i Trypanosoma cruzi (malaltia de Chagas), o com una resposta d'hipersensibilitat a fàrmacs.
La definició de miocarditis varia, però la característica central és una infecció del cor, amb un infiltrat inflamatori i dany al múscul del cor, sense l'obstrucció de les artèries coronàries que defineixen un atac de cor (infart de miocardi) o per altres causes no infeccioses comuns. La miocarditis pot o no comportar la mort (necrosi miocardiocitària) del teixit del cor. Pot conduir a la miocardiopatia dilatada.
La miocarditis és moltes vegades una reacció autoimmune. La proteïna de l'Estreptococ M i el virus Coxsackie B tenen regions (epítops) que són immunològicament semblants a la miosina cardíaca. Després que el virus s'ha anat, el sistema immunològic pot atacar la miosina cardíaca.
Ja que un diagnòstic definitiu requereix una biòpsia del cor, i els metges són reticents a fer-ho, perquè és una tècnica invasora, les estadístiques sobre la incidència de la miocarditis varien àmpliament.
Les conseqüències de la miocarditis són diverses. Pot causar una malaltia lleu -sense cap símptoma- que es resolgui per si mateixa, o pot causar mal de pit, insuficiència cardíaca o mort sobtada. Un infart agut de miocardi, síndrome similar amb artèries coronàries normals, té un bon pronòstic. La insuficiència cardíaca, fins i tot amb el ventricle esquerre dilatat, pot tenir un bon pronòstic. Les arrítmies ventriculars i el blocatge cardíac d'alt grau tenen un pronòstic pobre. La pèrdua de la funció ventricular dreta comporta sovint un pronòstic fatal.

## Senyals i símptomes
Els signes i símptomes associats a la miocarditis són variats i es relacionen amb la inflamació real del miocardi o amb la debilitat i la disfunció del múscul cardíac secundari a la inflamació. Tot i que la miocarditis es pot desenvolupar durant períodes que van d'hores a mesos, els pacients solen presentar signes i símptomes que s'assemblen a la insuficiència cardíaca, inclosos els següents:
| Símptomes         | Notes                                                     | Signes                        | Notes                                                                        |
| ----------------- | --------------------------------------------------------- | ----------------------------- | ---------------------------------------------------------------------------- |
| Dolor al pit      | Sovint es descriu com a punxant o punxant a la naturalesa | Febre                         | Especialment quan és infecciosa, per exemple, pel parvovirus B19             |
| Falta d'alè       | Pitjor quan està estirat o en posició prona               | Soroll del cor somort         | L'esgotament es produeix amb la inflamació, especialment amb la pericarditis |
| Palpitacions      | Sentir que el cor batega amb força                        | Ritme cardíac anormal         | Determinat mitjançant un electrocardiograma                                  |
| Marejos o desmais | Pot reflectir un flux sanguini inadequat al cervell       | Danys a les cèl·lules del cor | Es veu com a troponina elevada i inflamació a la imatge                      |

Com que la miocarditis sovint es deu a una malaltia vírica, molts pacients experimenten símptomes consistents amb una infecció viral recent com febre, erupció cutània, pèrdua de gana, dolor abdominal, vòmits, diarrea, dolors articulars i fàcil cansament. A més a més, la miocarditis sovint s'associa amb pericarditis, i moltes persones amb miocarditis presenten signes i símptomes que suggereixen miocarditis i pericarditis al mateix temps.
Els nens presenten principalment els símptomes esmentats anteriorment associats a una infecció viral. Les etapes posteriors de la malaltia poden implicar el sistema respiratori i provocar un augment del treball respiratori. Sovint es confonen amb asma.
La miocarditis es pot distingir com a fulminant o aguda en funció de la gravetat dels símptomes en la presentació, així com del temps durant el qual es desenvolupen i persisteixen els símptomes. Aquesta categorització pot ajudar a predir el tractament, els resultats i les complicacions de la miocarditis.
La miocarditis fulminant es defineix com una miocarditis sobtada i severa que s'associa amb signes i símptomes d'insuficiència cardíaca en repòs. Més concretament, la miocarditis fulminant es caracteritza per un inici diferent i ràpid de símptomes d'insuficiència cardíaca greu, com ara dificultat per respirar i dolor de pit, que es desenvolupen al llarg d'hores o dies. A més, el tractament requereix l'ús de medicaments o dispositius mecànics per millorar la funció cardíaca.
La miocarditis aguda no fulminant té un inici menys clar en contrast amb la miocarditis fulminant i evoluciona al llarg de dies a mesos. Tot i que els símptomes de la miocarditis aguda es solapen amb els de la miocarditis fulminant, normalment no es produeixen en repòs i el tractament no requereix l'ús de suport circulatori mecànic.

## Causes
Tot i que es coneixen moltes causes de miocarditis, hi ha molts casos en què no es pot identificar un agent causant. A Europa i Amèrica del Nord, els virus són culpables comuns. A tot el món, però, la causa més freqüent és la malaltia de Chagas, una malaltia endèmica d'Amèrica Central i del Sud que resulta de la infecció pel protozou Trypanosoma cruzi. En general, la miocarditis pot ser causada per infeccions, afeccions immunitàries, toxines, reaccions als medicaments i lesions físiques al cor. Aquestes diferents etiologies es detallen a continuació. La miocarditis és un efecte secundari advers rar de les vacunes d'ARNm COVID-19.

### Infeccions
Les causes més freqüents de miocarditis són els organismes infecciosos. Les infeccions víriques són la causa més freqüent als països desenvolupats, amb la majoria dels casos causats per aquells amb informació genètica d'ARN monocatenari com els virus Coxsackie (especialment Coxsackie B3 i B5). A nivell mundial, la malaltia de Chagas és la principal causa de miocarditis, que resulta de la infecció pel protozou Trypanosoma cruzi. Els bacteris també poden provocar miocarditis, encara que és poc freqüent en pacients amb funció cardíaca normal i sense immunodeficiència preexistent. A continuació es mostra una llista dels organismes infecciosos més rellevants.
- Viral: adenovirus, parvovirus B19, virus coxsackie, virus de la rubèola, virus de la poliomielitis, virus d'Epstein-Barr, virus de l'hepatitis C i síndrome respiratòria aguda severa coronavirus 2 (SARS-CoV-2, causant COVID-19)[16][17][18]
- Protozou: Trypanosoma cruzi i Toxoplasma gondii (causant la malaltia de Chagas i la toxoplasmosi, respectivament)[2][19]
- Bacterià: Brucella, Corynebacterium diphtheriae, Neisseria gonorrhoeae, Haemophilus influenzae, Actinomyces, Tropheryma whipplei, Vibrio cholerae, Borrelia burgdorferi, Leptospira, Rickettsia, Mycoplasma pneumoniae
- Fongs: Aspergillus
- Paràsits: Ascaris, Echinococcus granulosus, Paragonimus westermani, Schistosoma, Taenia solium, Trichinella spiralis, larva migrans visceral, Wuchereria bancrofti

### Condicions immunitàries
- Reacció al·lèrgica (per exemple, a acetazolamida o amitriptilina)
- Malaltia de Kawasaki
- Autoimmunitat (esclerodermia, lupus, sarcoïdosi i vasculitis sistèmiques)[20]
- Síndrome de xoc tòxic

### Reaccions a fàrmacs i toxines
- Antraciclines i altres formes de quimioteràpia
- Antipsicòtics inclosa la clozapina
- Alcohol
- Estimulants com la mefedrona i la cocaïna[21]
- Arsènic
- Monoxid de carboni
- Verí de serp
- Metalls pesants (coure o ferro)[22][23]

### Vacunació
- La miocarditis i la pericarditis poden ser un efecte secundari rar d'algunes vacunes com la vacuna contra la verola.[24]
- Les vacunes d'ARNm de Covid-19 s'han associat amb miocarditis i pericarditis, però la incidència és molt rara en comparació amb la incidència de pericarditis i miocarditis en persones amb Covid-19.[25] La FDA i l'Agència Europea del Medicament estimen el risc de miocarditis després de la vacuna contra la Covid-19 en 1 cas per cada 100.000 dels que estan vacunats.[26][27] Es va observar que el risc de miocarditis després de la vacunació contra la Covid-19 era més alt en homes d'entre 16 i 29 anys i després de rebre la segona dosi de la vacuna d'ARNm Covid-19.[28][29]

### Lesions físiques
- Descàrrega elèctrica
- Hiperpirèxia i radiació

La majoria de les formes de miocarditis impliquen la infiltració dels teixits cardíacs per un o dos tipus de cèl·lules sanguínies proinflamatòries, limfòcits i macròfags més dos descendents respectius d'aquestes cèl·lules, cèl·lules NK i macròfags. La miocarditis eosinofílica és un subtipus de miocarditis en què el teixit cardíac s'infiltra per un altre tipus de cèl·lules sanguínies pro-inflamatòries, l'eosinòfil. La miocarditis eosinofílica es distingeix encara més de la miocarditis no eosinofílica per tenir un conjunt diferent de causes i tractaments recomanats.
La fisiopatologia de la miocarditis viral no s'entén bé, però es creu que implica virus cardiotròpics (virus amb una alta afinitat pel múscul cardíac) que accedeixen a les cèl·lules del múscul cardíac, generalment mitjançant la unió a un receptor transmembrana. Durant aproximadament els propers 1-7 dies, el virus es replica i provoca inflamació que condueix a la necrosi i l'apoptosi de les cèl·lules del múscul cardíac (miòcits) i l'activació del sistema immunitari innat. Durant les properes 1-4 setmanes, la replicació viral continua amb l'activació posterior del sistema immunitari adquirit que condueix a la infiltració de cèl·lules T i la formació d'anticossos, incloent possiblement auto-anticossos. Durant els propers mesos o anys, aquest procés es resol i conclou amb l'eliminació viral o pot avançar fins a causar danys cardíacs permanents, com ara miocardiopatia dilatada, disfunció ventricular o altres miocardiopaties. S'ha trobat que Coxsackie B, específicament B3 i B5, interaccionen amb el receptor de coxsackievirus-adenovirus (CAR) i el factor d'acceleració de la desintegració (DAF). Tanmateix, també s'han identificat altres proteïnes que permeten que els Coxsackievirus s'uneixin a les cèl·lules cardíaques. Encara es desconeix la funció natural del CAR i el mecanisme que utilitza el Coxsackievirus per infectar el múscul cardíac. Es creu que el mecanisme pel qual els virus coxsackie B (CBV) desencadenen la inflamació és a través del reconeixement dels virions CBV per receptors Toll-like.
La unió de molts tipus de coronavirus, inclòs el virus SARS-CoV-2, a través dels receptors ACE2 presents al múscul cardíac pot ser responsable de la lesió viral directa que condueixi a la miocarditis. En un estudi realitzat durant el brot de SARS del 2002-2004, ARN viral del SARS es va detectar en l'autòpsia d'exemplars de cor en el 35% dels pacients de la zona de Toronto, Canadà, que havien mort a causa del SARS. També es va observar que un cor ja malalt té una expressió més gran del receptor ACE2 en comparació amb els individus sans que pot provocar una major infiltració viral al múscul cardíac. Les respostes immunitàries hiperactives en pacients amb COVID-19 poden provocar l'inici de la tempesta de citocines. Aquest excés d'alliberament de citocines pot provocar danys al miocardi. A més del dany directe dels miòcits cardíacs (cèl·lules musculars del cor) a causa de la infiltració i la inflamació viral SARS-CoV-2, hi ha altres mecanismes sospitosos que el Covid-19 pot causar miocarditis indirectament. Durant la Covid-19, els altres mecanismes indirectes que es creu que contribueixen a la miocarditis inclouen: desajustament entre l'oferta i la demanda d'oxigen al múscul cardíac que condueix a una lesió del miocardi (múscul cardíac); trombos microvasculars, o coàguls de sang als petits vasos sanguinis del cor que causen lesions; l'estat hiperinflamatori sistèmic en Covid-19 que condueix a una lesió del múscul cardíac; o el virus que causa danys indirectes al cor induint un dany autoimmune al múscul cardíac (i sovint a altres òrgans).

## Diagnòstic

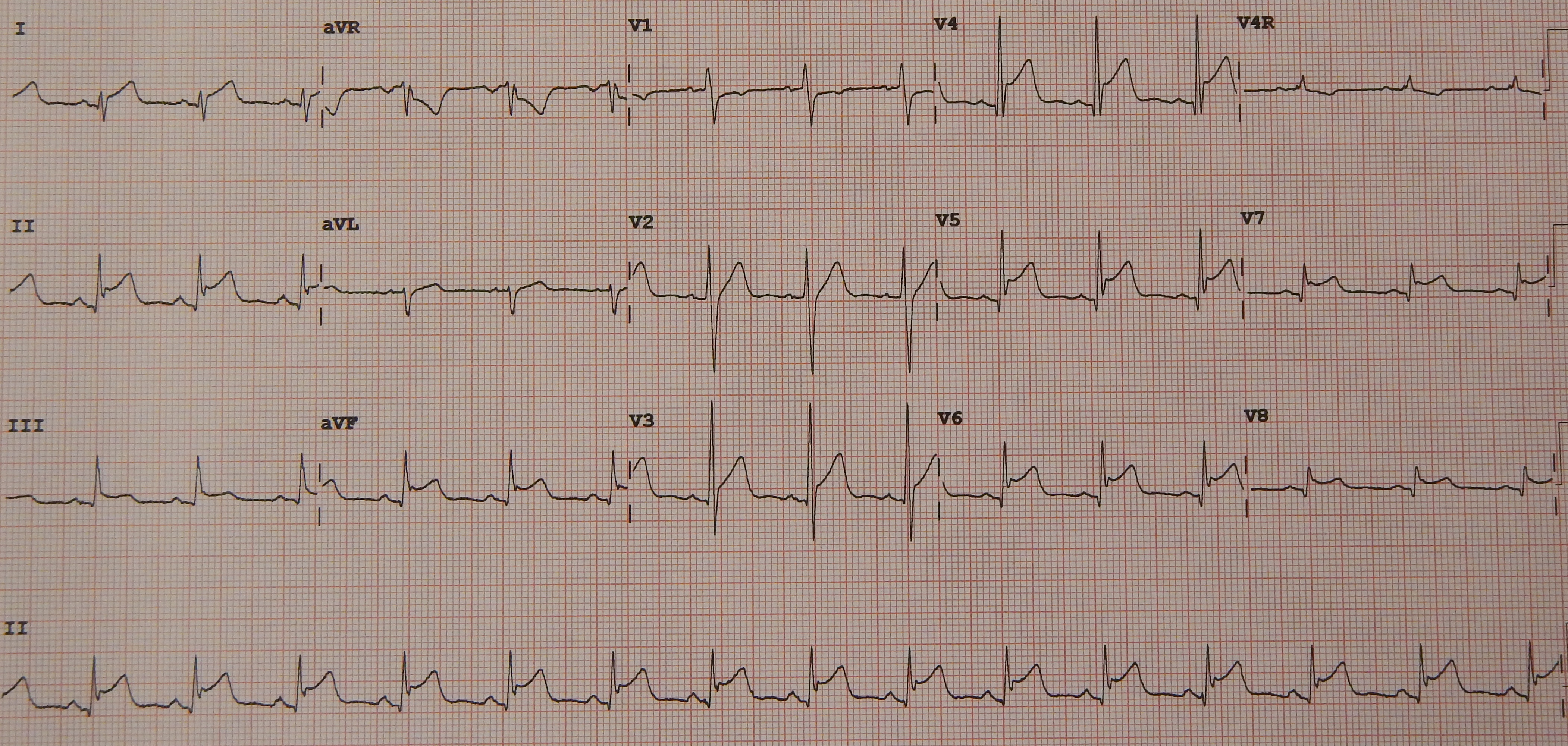
Elevació difusa del ST en un home jove a causa de miocarditis i pericarditis

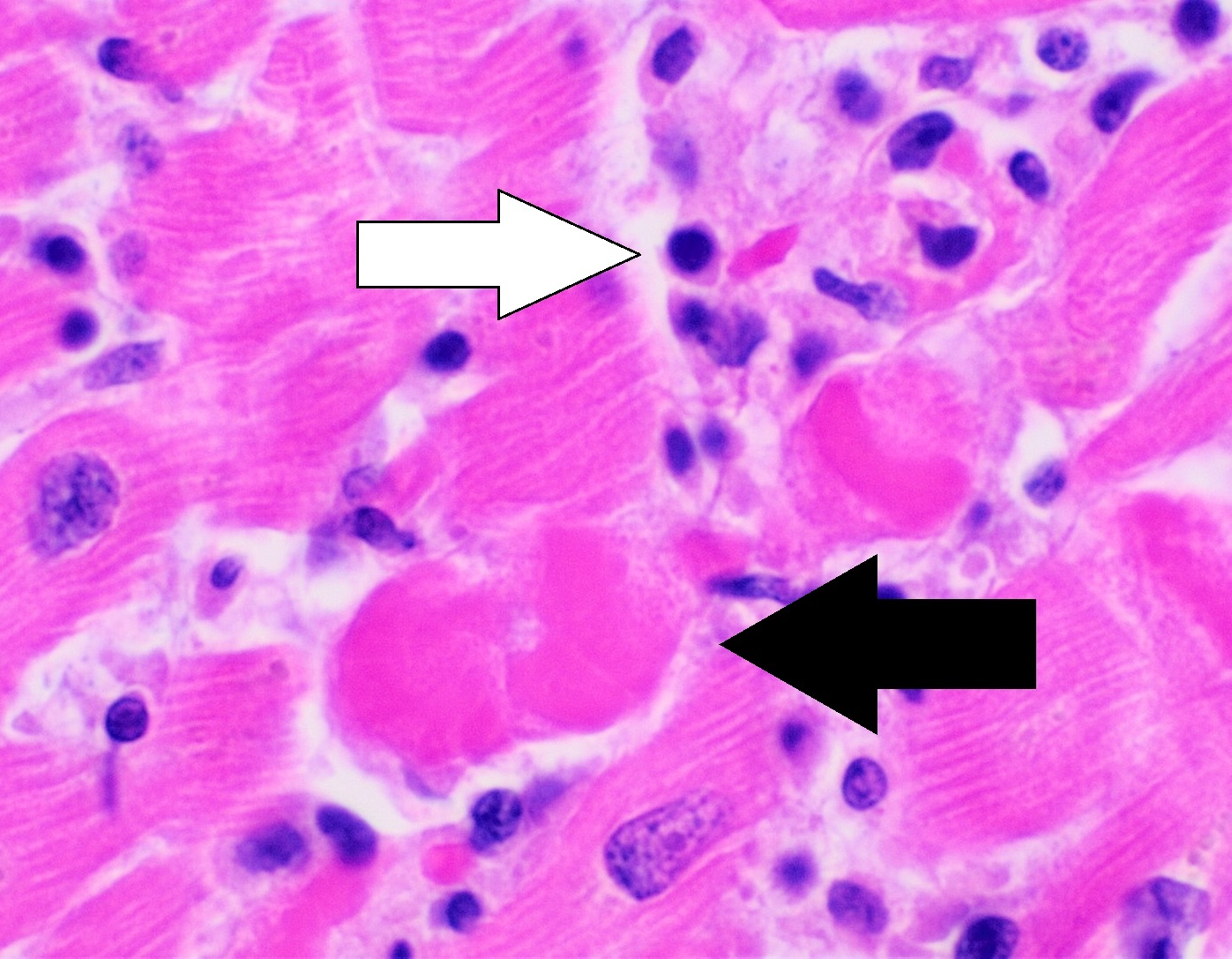
Miocarditis limfocítica (la fletxa blanca apunta a un limfòcit), que mostra habitualment necrosi dels miòcits (fletxa negra), vista com un citoplasma hipereosinofílic amb pèrdua d'estries.

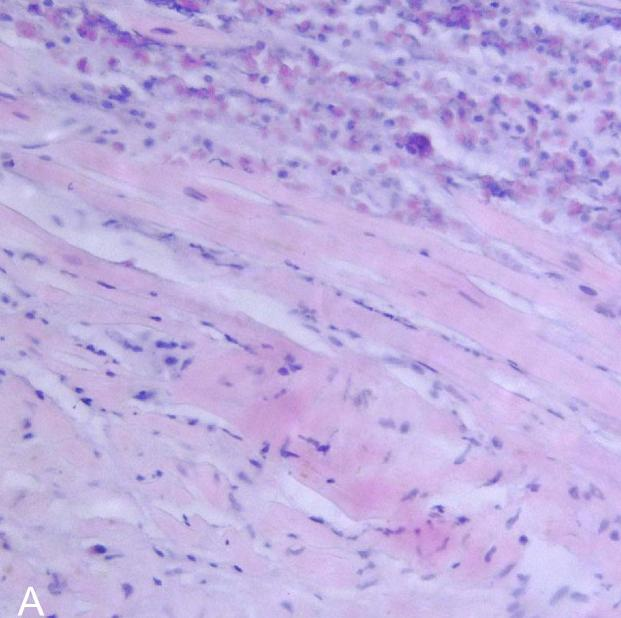
Mostra de biòpsia endomiocàrdica amb un extens infiltrat eosinofílic que implica l'endocardi i el miocardi (tinció d'hematoxilina i eosina)

La miocarditis es refereix a un procés subjacent que provoca inflamació i lesions del cor. No es refereix a la inflamació del cor com a conseqüència d'algun altre insult. Moltes causes secundàries, com un atac de cor, poden provocar una inflamació del miocardi i, per tant, el diagnòstic de miocarditis no es pot fer només amb l'evidència d'inflamació del miocardi.
La inflamació del miocardi es pot sospitar a partir de marcadors inflamatoris elevats, com ara la proteïna C reactiva (PCR), la velocitat de sedimentació d'eritròcits (ESR) o un augment de la IgM (serologia) contra virus que se sap que afecten el miocardi. Els marcadors de dany miocàrdic (troponina o creatina cinasa isoenzims cardíacs) estan elevats. La PCR i la VES de vegades estan elevades a la miocarditis, però no són específiques, ja que poden estar elevades per moltes altres causes. De la mateixa manera, la CK pot estar elevada en la miocarditis, però també és inespecífica, ja que pot estar elevada en la miositis (lesió del múscul esquelètic). La troponina d'alta sensibilitat sol estar elevada en la miocarditis i aquest marcador és molt específic de la lesió del miocardi (múscul cardíac).
També es pot sospitar d'inflamació del miocardi a partir de les troballes de l'ECG, però aquestes troballes no són específiques de la miocarditis. La troballa de l'ECG més freqüent en la miocarditis és la taquicàrdia sinusal amb canvis inespecífics de l'ona ST o T. Però altres troballes que es poden observar en la perimiocarditis (una combinació de pericarditis i miocarditis) inclouen depressió del segment PR, depressió del segment PR amb elevació del segment ST associada, elevació del segment ST difusa (en un patró de pericarditis). L'elevació del segment ST es va observar en el 62% de les persones amb miocarditis. La presència d'ones Q, un complex QRS eixamplat, prolongació de l'interval QT, bloqueig nodal AV d'alt grau i taquiarítmies ventriculars s'associen a un mal pronòstic quan es veu a l'ECG en persones amb miocarditis.
El patró d'or és la biòpsia del miocardi, generalment feta en el marc de l'angiografia. Es pren i s'investiga una petita mostra de teixit de l'endocardi i el miocardi. La causa de la miocarditis només es pot identificar mitjançant una biòpsia. Les mostres de biòpsia endomiocàrdica s'avaluen per histopatologia (com es veu el teixit al microscopi): l'interstici del miocardi pot presentar abundant edema i infiltrat inflamatori, ric en limfòcits i macròfags. La destrucció focal dels miòcits explica la fallada de la bomba miocàrdica. A més, es poden avaluar mostres amb immunohistoquímica per determinar quins tipus de cèl·lules immunitàries estan implicades en la reacció i com es distribueixen. A més, es poden realitzar PCR i/o RT-PCR per identificar virus concrets. Finalment, es poden realitzar altres mètodes de diagnòstic com els assajos de microRNA i el perfil d'expressió gènica.
S'ha demostrat que la ressonància magnètica cardíaca (cMRI o CMR) és molt útil per diagnosticar la miocarditis visualitzant marcadors d'inflamació del miocardi. La ressonància magnètica cardíaca és més sensible quan es realitza 2-3 setmanes després de la presentació clínica inicial de la miocarditis i es pot repetir 6-12 mesos després de l'inici per controlar l'evolució de la malaltia o la resposta al tractament. Els criteris de Lake Louise (establerts el 2009) són un criteri de ressonància magnètica d'ús habitual per establir el diagnòstic de miocarditis en casos sospitosos. Els criteris de Lake Louise inclouen un augment de la intensitat del senyal després de la millora del contrast de gadolini (un signe d'hiperèmia o augment del flux sanguini al teixit danyat), augment del temps de relaxació T2 del miocardi o augment de la intensitat del senyal T2 (que són signes d'edema o inflor dels teixits) i millora tardana del contrast de gadolini (que és un signe de necrosi tissular (dany als teixits) o fibrosi (cicatrius)). El 2018, es van afegir criteris de ressonància magnètica radiogràfica addicionals, com ara l'augment de la intensitat del senyal T1 i l'augment del volum extracel·lular (tots dos són signes de lesió miocàrdica). Els criteris de Lake Louise originals de 2009 tenien una sensibilitat del 74% i una especificitat del 86% en el diagnòstic de miocarditis, però en afegir l'actualització de 2018 als criteris (en què es va trobar que la intensitat del senyal T1 tenia una sensibilitat diagnòstica alta), la sensibilitat i l'especificitat en el diagnòstic de miocarditis va augmentar fins al 88% i el 96% respectivament. La ressonància magnètica cardíaca, si està disponible, es recomana en tots els casos de sospita de miocarditis.

## Tractament
Tot i que la miocarditis té moltes etiologies i una constel·lació variable de signes i símptomes, moltes causes no tenen un tractament específic, per la qual cosa l'enfocament principal se centra en l'atenció de suport i la gestió dels símptomes. En alguns casos de miocarditis provada per biòpsia, el tipus de cèl·lula causant pot indicar tractaments específics de condició que són beneficiosos. Aquests tractaments solen consistir en corticoides o immunosupressors. La miocarditis eosinofílica, la miocarditis de cèl·lules gegants i la sarcoïdosi cardíaca solen respondre als tractaments immunosupressors; en forma de glucocorticoides amb o sense azatioprina i ciclosporina. Algunes d'aquestes formes de miocarditis immunomediades requereixen un curs prolongat (curs de manteniment) de teràpia immunosupressora. Es recomana descartar els fàrmacs i els paràsits com a possibles causes de miocarditis eosinofílica, ja que aquestes causes comunes de la variant es poden tractar eficaçment amb la suspensió del fàrmac ofensor o amb un tractament antiparasitari específic, respectivament. Els glucocorticoides empírics IV estan indicats en miocarditis aguda amb xoc cardiogènic, insuficiència cardíaca, arrítmies ventriculars o bloc AV d'alt grau que se sospita per malaltia autoimmune; però la Societat Europea de Cardiologia també recomana proves posteriors del genoma viral de mostres de biòpsia endomiocàrdica a causa del risc d'activació viral, que pot requerir la interrupció de la teràpia d'immunosupressió.
En la majoria dels casos, les teràpies principals s'utilitzen per donar suport als pacients i depenen de la gravetat dels símptomes i del curs temporal en què es desenvolupa la miocarditis. Les teràpies de suport es poden dividir en dues grans categories, medicaments i suport mecànic.

### Medicació
Els medicaments específics que s'utilitzen per donar suport als pacients estan directament relacionats amb la causa del símptoma o signe. De la mateixa manera que els símptomes de la miocarditis reflecteixen els de la insuficiència cardíaca congestiva, també ho fan les teràpies. A més, l'ordre en què s'utilitzen les teràpies depèn del grau de disfunció cardíaca, amb l'estabilització de la pressió arterial i la respiració del pacient amb la màxima prioritat quan està present. Això pot implicar l'ús d'inòtrops, o medicaments que fan que el cor es contrau amb més força, així com de fàrmacs antiarítmics com l'adenosina o el carvedilol. En pacients que tenen una funció cardíaca estable i adequada, els tractaments posteriors es basen en les directrius d'insuficiència cardíaca. Els inhibidors de l'ACE o els bloquejadors dels receptors d'angiotensina (ARA) poden tenir un benefici protector per al cor, de manera que s'utilitzen normalment en qualsevol pacient amb miocarditis simptomàtica. Simultàniament, els betabloquejadors s'utilitzen en pacients que poden tolerar els batecs del cor a un ritme més lent. La falta d'alè en repòs i la inflamació es poden alleujar amb diürètics com la furosemida, i l'addició de bloquejadors del receptor d'aldosterona pot augmentar la diüresi alhora que prevé l'excés de pèrdua de potassi. En pacients amb símptomes en repòs, es poden afegir medicaments addicionals com la digoxina.

### Suport mecànic
El suport mecànic s'utilitza en casos de miocarditis en què els medicaments per si sols no condueixen a una funció cardíaca adequada i el cos requereix un suport addicional per aconseguir la perfusió d'òrgans. Els casos de miocarditis que requereixen suport circulatori mecànic es classifiquen com a fulminants per definició. Les persones que necessiten suport addicional amb la seva funció cardíaca poden beneficiar-se de l'ús de dispositius d'assistència ventricular com les bombes de globus intraaòrtics. En persones amb miocarditis prou greu com per provocar una aturada cardíaca, s'utilitza l'oxigenació de membrana extracorpòria (ECMO) per bombar sang adequadament i proporcionar oxigen si cal. Tant els dispositius d'assistència ventricular com l'ECMO es poden utilitzar com a teràpia pont fins al trasplantament cardíac en pacients candidats. El trasplantament cardíac està reservat per a aquells que no responen a les teràpies mèdiques convencionals esmentades. De vegades cal un desfibril·lador cardioversor implantable (ICD) en persones amb miocardiopatia o insuficiència cardíaca causada per miocarditis a causa del risc d'arrítmies ventriculars mortals. La necessitat de l'ICD s'avalua normalment 3-6 mesos després de l'aparició de la miocarditis, després de passar la fase aguda de la miocarditis, amb un desfibril·lador-desfibril·lador automàtic que es pot portar temporalment actuant com a tractament temporal.

## Prognosi
El pronòstic associat a la miocarditis està estratificat per la gravetat i el curs temporal al llarg del qual es desenvolupen els símptomes. A més de la gravetat dels símptomes, també hi ha diversos indicadors de la funció cardíaca que es poden utilitzar per predir els resultats dels pacients, molts dels quals formen part de l'avaluació estàndard dels pacients que presenten una disfunció cardiovascular. La majoria de les persones amb miocarditis tenen un curs poc complicat, autolimitat i lleu mentre es recuperen completament. No obstant això, aquells amb miocarditis que presenten una fracció d'ejecció disminuïda, o aquells que presenten insuficiència cardíaca, bloqueig auriculoventricular avançat, amb arrítmies ventriculars sostingudes o amb inestabilitat hemodinàmica tenen pitjor pronòstic amb un augment del risc de mort o necessitat de trasplantament cardíac.
L'electrocardiograma és una de les eines de cribratge més utilitzades en casos de sospita de patologia cardíaca, com la miocarditis. Les troballes que es correlacionen amb resultats més pobres són inespecífiques i inclouen complexos QRS i intervals QT ampliats, bloqueig cardíac auricular-ventricular parcial o complet i arrítmies ventriculars malignes com la taquicàrdia ventricular sostinguda o la fibril·lació ventricular. Tanmateix, els resultats de l'electrocardiograma d'elevacions de ST amb concavitat ascendent i un patró de repolarització precoç es van associar amb un millor pronòstic cardiovascular en general.
En casos de miocarditis aguda, la ressonància magnètica cardíaca pot revelar diversos indicadors pronòstics que, com els ECG, són inespecífics i reflecteixen una fisiologia cardíaca més pobre. La millora tardana del gadolini a la ressonància magnètica cardíaca demostra pertorbacions en el volum extracel·lular com a resultat de la necrosi cel·lular o l'edema, i s'associa significativament amb augments de la mortalitat per totes les causes, la mortalitat cardiovascular i els esdeveniments cardiovasculars adversos importants. L'associació va ser més forta amb qualsevol millora tardana del gadolini, però es va mantenir certa per a les troballes de millora específica anterolateral. Es va trobar una relació similar entre una fracció d'ejecció del ventricular esquerre <50%, augment de la mortalitat i augment dels esdeveniments cardiovasculars adversos importants.
S'ha informat que la miocarditis és una de les principals causes de mort cardíaca sobtada (SCD) en nadons, adolescents i adults joves, però les taxes informades mostren una gran variació (entre el 1 i el 14%) entre els joves depenent de les diferències en la definició i classificació de la MSC. definició de miocarditis post mortem així com heterogeneïtat de les poblacions d'estudi. I també cal distingir entre estudis sobre miocarditis en general i miocarditis fulminant.

## Epidemiologia
S'estima que la prevalença de miocarditis és d'1-10 casos per 100.000 persones a l'any, amb estimacions més altes de 22 casos per 100.000 persones anuals. La incidència més alta de miocarditis s'observa en homes d'entre 20 i 40 anys. S'ha demostrat que la miocarditis fulminant, el subtipus més greu, es produeix fins a un 2,5% de les presentacions de miocarditis conegudes. Quan s'observen les diferents causes de la miocarditis, la infecció viral és la més freqüent, sobretot en els nens; no obstant això, la taxa de prevalença de la miocarditis sovint es subestima, ja que la condició es passa per alt fàcilment i de vegades és asimptomàtica. El fet que la miocarditis vírica sigui un resultat de la infecció viral depèn en gran manera dels factors genètics de l'hoste i de la patogenicitat única del virus. Si es dona positiu per a una infecció viral aguda, els desenvolupaments clínics han descobert que entre l'1 i el 5% d'aquesta població pot presentar algun tipus de miocarditis.
Pel que fa a la població afectada, la miocarditis és més freqüent en dones embarassades, nens i immunodeprimits. La miocarditis, però, ha demostrat ser més freqüent en la població masculina que en la femenina. Diversos estudis informen d'una proporció de 1:1,3-1,7 entre dones i homes de prevalença de miocarditis. En adults joves, fins a un 20% de tots els casos de mort sobtada es deuen a miocarditis. Els homes joves específicament tenen una taxa d'incidència més alta que qualsevol altra població a causa dels seus nivells de testosterona, creant una resposta inflamatòria més gran que augmenta la possibilitat de patir patologies cardíaques. Mentre que els homes solen tenir un risc més elevat de desenvolupar miocarditis, les dones solen mostrar signes i símptomes més greus, com ara taquicàrdia ventricular i fibril·lació ventricular, però ho fan a una edat més gran. Entre els pacients amb VIH, la miocarditis és la troballa patològica cardíaca més freqüent a l'autòpsia, amb una prevalença del 50% o més.
La miocarditis és la tercera causa de mort més freqüent entre els adults joves amb una taxa d'incidència acumulada a nivell mundial d'1,5 casos per 100.000 persones anualment. La miocarditis representa aproximadament el 20% de la mort cardíaca sobtada en diverses poblacions, inclosos adults menors de 40 anys, atletes joves, reclutes de la Força Aèria dels Estats Units i orientadors d'elit suecs. Amb les persones que desenvolupen miocarditis, el primer any és difícil, ja que un conjunt de casos ha demostrat que hi ha una taxa de mortalitat del 20%.

### Miocarditis en COVID-19
La miocarditis i pericarditis s'han pogut veure durant la Covid-19, la malaltia causada pel virus SARS-CoV-2 ; amb la miocarditis associada a un espectre de gravetats des d'asimptomàtiques fins a fulminants. En un estudi de cohort, comparant els informes d'autòpsia de 277 cors de persones que van morir per Covid-19, es va observar una miocarditis clínicament significativa en aproximadament el 2% dels cors. Altres estimacions de la incidència de miocarditis en persones amb Covid-19 oscil·len entre 2,4 casos de miocarditis definitiva/probable (segons criteris clínics) per cada 1.000 persones amb Covid-19 a 4,1 casos per cada 1.000 persones en les persones hospitalitzades amb Covid-19.
Tot i que la miocarditis és relativament rara en persones amb Covid-19, quan està present és probable que segueixi un curs greu i fulminant. Dels pacients amb Covid-19 i miocarditis, el 39% presentaven miocarditis severa associada a inestabilitat hemodinàmica, que necessitaven suport circulatori mecànic o altres intervencions importants. La miocarditis severa en Covid-19 és més probable en aquells que tenen pneumònia per Covid-19.

## Història
S'han documentat casos de miocarditis ja a la dècada de 1600, però el terme "miocarditis", que implica un procés inflamatori del miocardi, va ser introduït pel metge alemany Joseph Friedrich Sobernheim el 1837. Tanmateix, el terme s'ha confós amb altres afeccions cardiovasculars, com la hipertensió i la cardiopatia isquèmica. Després de l'admonició sobre l'ús indiscriminat de la miocarditis com a diagnòstic d'autoritats com el cardiòleg britànic Sir Thomas Lewis i el cardiòleg nord-americà i cofundador de l'Associació Americana del Cor, Paul White, la miocarditis va ser infradiagnosticada.
Tot i que clínica i patològicament la miocarditis es defineix clarament com "inflamació del miocardi", la seva definició, classificació, diagnòstic i tractament estan subjectes a controvèrsia continuada, però la biòpsia endomiocàrdica ha ajudat a definir la història natural de la miocarditis i a aclarir les correlacions clinicopatològiques.